# 슈피츠
슈피츠(Spiez)는 스위스 베른주의 도시로, 툰호를 접하고 있다. 슈피츠는 프루티겐-니더지멘탈구의 일부이다. 슈피츠 타운 외에도 시정촌에는 아이니겐(Einigen), 혼드리히(Hondrich), 파울렌제(Faulensee) 및 슈피츠빌러(Spezwiler) 정착지가 포함된다.
슈피츠의 공식 언어는 (스위스 표준의 변종) 독일어이지만, 주요 구어 언어는 알레만계 스위스 독일어 방언의 현지 변종이다.

## 역사
슈피츠는 Spiets로 761-62 년경에 처음 언급되었다.
현대 스피츠의 칸데르와 툰 호수 사이의 지역은 여러 개의 대규모 청동기 시대와 철기 시대 정착지의 고향이었다. 수많은 무덤이 있는 3개의 별도 청동기 시대 공동묘지에는 기원전 1750년에서 1500년 사이에 만들어진 풍부한 청동 도끼, 칼, 망토 핀이 포함되어 있다. 근처 언덕에 있는 뷔르크 유적지는 약간 더 젊고 칼, 화살과 창 머리, 말 굴레와 면도칼이 있다. 에글리 언덕 꼭대기는 분명히 청동기 시대와 철기 시대에 종교적인 장소였다. 종교 유적지의 중심은 화재로 인한 재와 수천 개의 부서진 세라믹 파편으로 둘러싸인 화강암 블록이었다. 에글리 유적지는 아마도 BC 1500년에서 500년 사이에 사용되었을 것이다. 기원전 4~2세기의 켈트족 무덤에는 알프스 너머로 수입된 금, 호박, 유리 장식품이 포함되어 있다. 기원전 1세기에 파울렌제에 희귀한 장례식 항아리가 묻혔다.
로마 시대에는 이 지역에 영구적인 정착지가 없었지만 일부 로마 동전과 로마 무덤이 발견되었다. 서로마 제국이 멸망 한 후 중세 초기에 이르러 슈피츠 지역은 여러 흩어진 정착촌의 고향이었다. 슈트레틀리거 연대기의 저자인 엘로기우스 키부르거에 따르면, 933년 부르고뉴의 왕 루돌프 2세가 슈피츠성을 건설했다. 그 후 얼마 지나지 않아 폰 슈트레틀리겐 남작이 성에 정착했다. 현재 성 방패 벽의 일부 그리고 메인 타워는 12세기에 지어졌으며 13세기에는 성벽 밖에 슈피츠 마을이 존재했다. 1280년까지 성은 보거트 리처드 폰 코르비에레 휘하의 제국 영지로 등록되었다. 1289년 폰 슈트레틀리겐 남작은 다른 귀족 가문과 함께 성의 공동 소유자였다. 1308년에 합스부르크의 알브레히트 1세 왕이 그의 조카인 요한 파리키다 공작에 의해 로이스의 빈디슈에서 살해당했다. 살인에 대한 보복의 일환으로 합스부르크가 튜링 폰 브란디즈에서 슈피츠 영지의 절반을 철회하고 전체 영지를 요하네스 폰 슈트레틀리겐에게 양도했다. 30년 후인 1338년에 요하네스는 성, 마을, 교회 및 주변 마을을 베른의 슐테이스였던 요한 2세 폰 부벤베르크에게 매각했다. 1340년까지 부벤베르크가 임명한 포크트는 베른으로부터 명령을 받았지만, 합스부르크를 위해 군대를 모집해야 했다. 베른은 그들의 이전 군주인 합스부르크 왕가로부터 사실상 독립한 상태였기 때문에 불안정한 상황이 40년 이상 지속되었다. 1386년 젬파흐 전투에서 베른과 구스위스 연방이 합스부르크를 상대로 승리한 후, 합스부르크는 슈피츠를 포함된 아레강 서쪽의 영유권을 포기했다.
성 옆에 있는 이전의 성 로렌티우스 교회는 761-62년에 처음 언급되었는데, 이때 교회에 대한 후원권이 브라이스가우의 에텐하임 수도원에 주어졌다. 이 교회는 슈트레틀리거 연대기에 나오는 12개의 툰 호수 교회 중 하나였다. 현재의 초기 로마네스크 양식 건물은 7세기 또는 8세기에 지어졌으며 지하실은 약 1000년에 지어졌다. 교회 밖에서도 7세기와 8세기의 여러 무덤이 발견되었다. 슈피츠, 슈피츠빌러, 아이니겐, 파울렌제 및 혼드리히를 포함하는 교구를 위한 교구 교회였다. 베른이 종교개혁의 새로운 신앙을 받아들였을 때, 1528년에 교회는 새로운 개혁파 본당의 중심이 되었다.

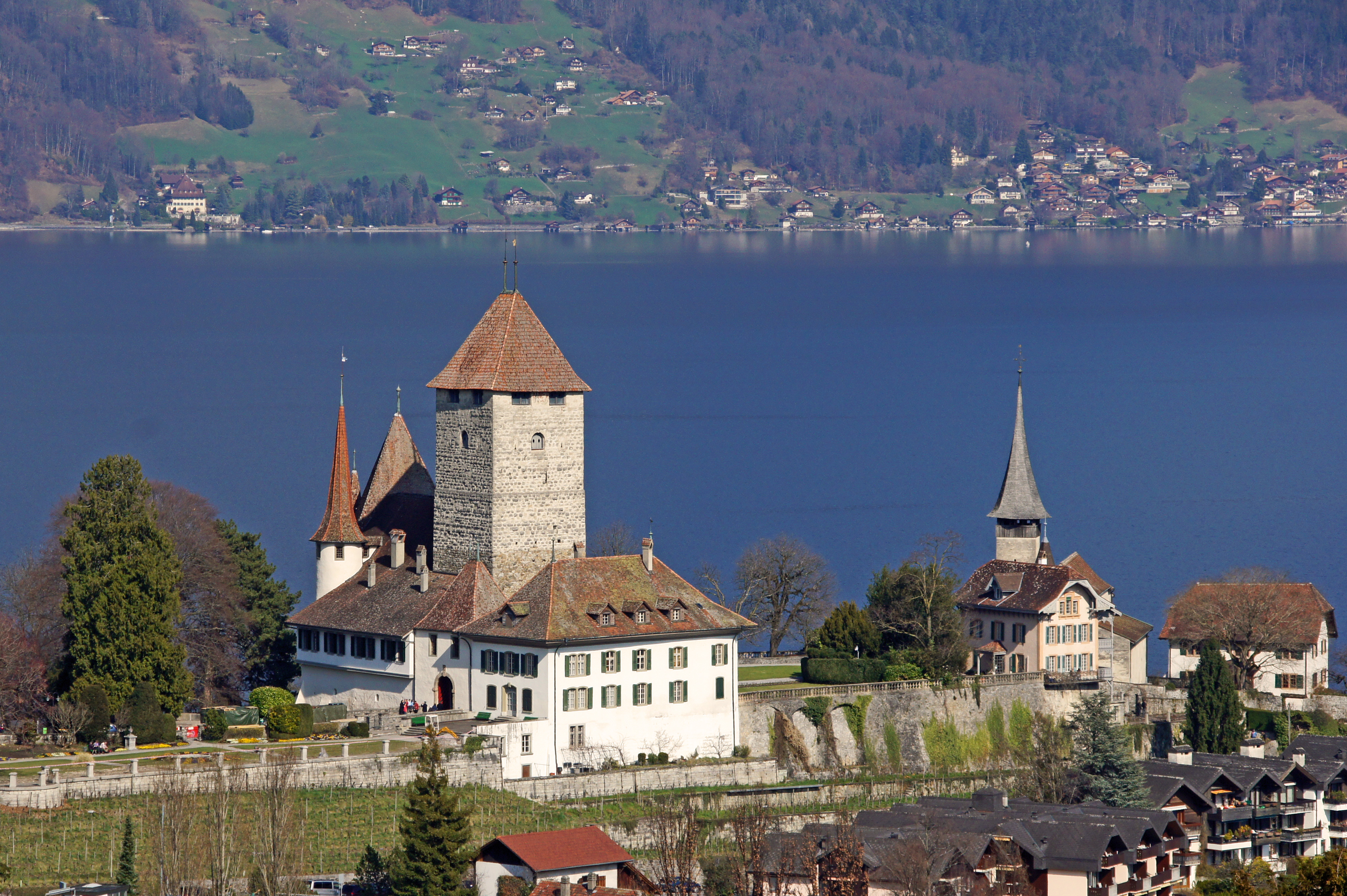
슈피츠성과 교회

성과 주변 토지는 루드비크 폰 디스바흐에 의해 인수된 1506년 멸종될 때까지 부벤베르크 가문에게 남아 있었다. 폰 디스바흐는 루드비크 폰 에를라흐가 성과 땅을 인수하기 전까지 10년 동안 이 땅을 지켰다. 폰 에를라흐 가문은 1798년 프랑스 침공까지 마을과 마을을 다스렸다.
도시 헌장은 1406년에 처음 문서화되었지만, 1312년까지 일부 성문화된 권리를 가진 슈피츠 시민이 있었다. 도시 성벽은 슈피츠 역사 초기에 지어졌다. 그러나 그것은 황폐해져서 1600년에 화재로 소실되었다. 시간이 지나면서 주변 마을들은 도시 헌장에 포함되었고 그 주민들은 슈피츠의 시민이 되었다. 1798년 프랑스의 침공과 헬베티아 공화국의 수립 이후, 폰 에를라흐 가문은 마을에 대한 토지 권리와 관할권을 잃었지만 1875년까지 성의 소유권을 유지했다.
역사적으로 슈피츠와 주변 마을의 주민들은 과수원과 포도원을 키웠다. 호수를 따라 낚시를 하고 호수를 따라 물품을 운송하거나 계곡에서 농작물을 재배했다. 슈피츠의 포도원은 1338년에 처음 언급되었으며 1900년 질병의 발병으로 식물이 파괴될 때까지 계속 운영되었다. 1927년 슈피츠 산과 파울렌제에서 와인 산업을 재개하려는 시도는 상당히 성공적이었다. 1711~13년에 칸더가 호수로 우회될 때까지 칸더를 따라 있는 마을은 종종 홍수의 위협을 받았다. 1844년에 툰 호수 도로가 건설되고 1835년, 1876년, 1926년에 증기선 부두가 건설되어 이 도시가 전국에 개방되었다. 온화한 기후와 교통망 덕분에 슈피츠는 19세기에 인기 있는 건강 및 온천 도시가 되었다. 1856년부터 쇼네그, 슈피처호프 및 파울렌제-바트를 포함한 리조트와 호텔이 호숫가를 따라 문을 열었다. 툰-슈피츠-인터라켄(1893), 슈피츠-츠바이지멘-몽트뢰(1897-1905) 및 슈피츠-프루티겐-뢰치베르크-심플론(1901-13) 철도는 모두 관광 산업과 나머지 도시의 성장을 도왔다. 인구 증가로 인해 지자체 주변에 중등학교와 7개의 초등학교가 건설되었다. 1980년대에는A6 및 A8 고속도로는 슈피츠와 주변 마을을 더 연결한다. 1990년에 칸더 터널이 개통되어 시정촌의 소음과 공해를 줄이는 데 도움이 되었다.

## 지리

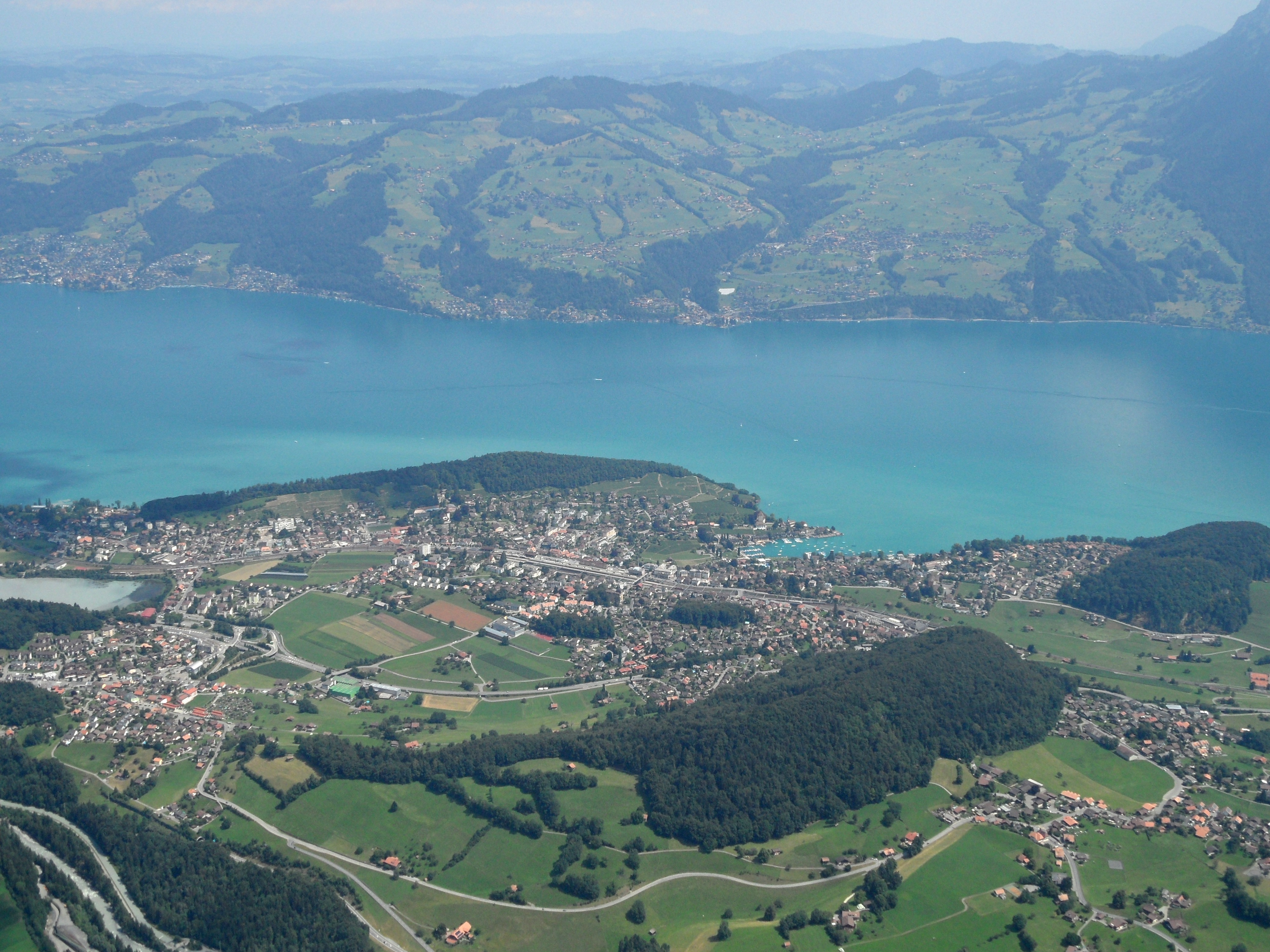
공중에서 본 슈피츠, 배경은 툰호, 왼쪽 아래는 칸더

슈피츠는 툰 호수의 남쪽 기슭에 위치하고 있으며, 남쪽으로 평행하게 흐르는 칸더강과 호수 정면을 분리하는 능선을 따라 뻗어 있다. 호수의 가장 낮은 지점인 해발 558m이고, 혼드리히휘겔의 능선에서는 852m 높이에 이른다.
시정촌은 슈피츠, 아이니겐, 혼드리히, 파울렌제 및 슈피츠빌러(이전 Wyler)의 5개 마을(보이야트)로 구성된다. 면적은 16.69k㎡이다. 2012년 기준 총 6.01k㎡ (36.0%)가 농업용으로 사용되며 4.99k㎡ (29.9%)가 산림이다. 나머지 시정촌은 5.27k㎡ (31.6%)가 정착(건물 또는 도로), 0.34k㎡ (2.0%)가 강 또는 호수이고 0.15k㎡ (0.9%)는 불모지이다.
같은 해에 산업 건물은 전체 면적의 2.6%, 주택과 건물은 17.3%, 교통 기반 시설은 9.5%를 차지했다. 공원, 녹지대, 운동장이 1.4%를 차지했다. 전체 토지 면적의 총 28.8%는 삼림이 무성하고 1.1%는 과수원이나 작은 나무 군락으로 덮여 있다. 농경지 중 5.5%는 작물 재배에 사용되며 28.0%는 목초지이며 2.6%는 과수원 또는 포도나무 작물에 사용된다. 시정촌의 물 중 1.0%는 호수에, 1.0%는 강과 시내에 있다.
2009년 12월 31일에 시정촌의 이전 구역인 암츠베지르크 니더지멘탈이 해산되었다. 다음 날 2010년 1월 1일에 새로 생성된 프루티겐-니더지멘탈구에 합류했다.

## 인구 통계

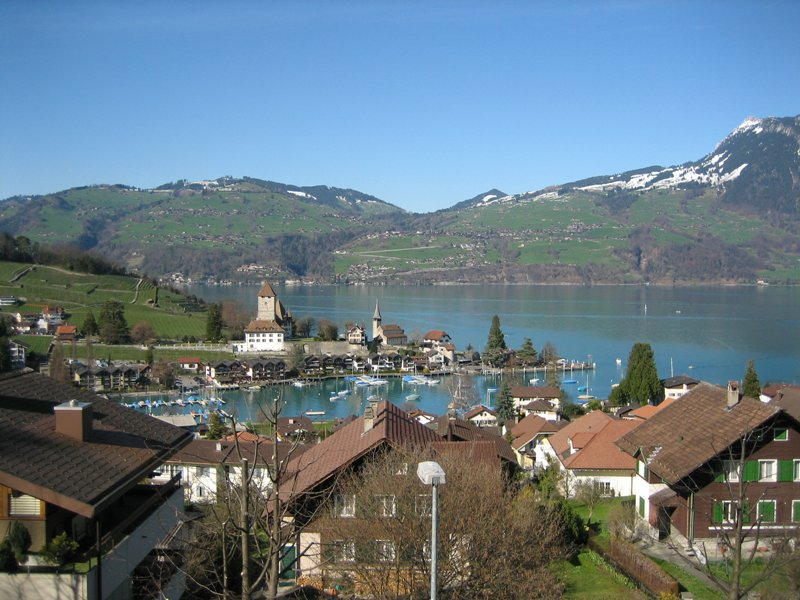
2006년 슈피츠 타운

슈피츠의 인구(2020년 12월 기준)는 12,926명이다. 2010년 기준으로 인구의 8.4%가 거주 외국인이다. 지난 10년(2001-2011년) 동안 인구는 -0.5%의 비율로 변화했다. 이민은 -0.7%, 출생 및 사망은 0%를 차지했다.
2000년 기준 인구 대부분인 11,302명(94.0%)이 독일어를 모국어로 사용하고, 세르비아-크로아티아어가 135명(1.1%)으로 두 번째로 많이 사용하고, 프랑스어가 101명 (0.8%)으로 세 번째로 사용된다. 이탈리아어를 할 줄 아는 100명과 로만슈어를 할 줄 아는 사람이 5명 있다.
2008년 기준으로 인구는 남성 48.5%, 여성 51.5%이다. 인구는 5,521명의 스위스 남성(인구의 44.3%)과 533명(4.3%)의 비 스위스 남성으로 구성되었다. 스위스 여성은 5,905명(47.3%), 비스위스계 여성은 516명(4.1%)이었다. 시정촌 인구 중 3,135명(약 26.1%)이 슈피츠에서 태어나 2000년에 그곳에 살았다. 같은 주에서 태어난 5,220명(43.4%)이 있었고, 스위스 다른 곳에서 태어난 2,014명(16.7%)이 있었다. 1,198 또는 10.0%가 스위스 외부에서 태어났다.
2011년 기준으로 아동·청소년(0~19세)이 18.8%, 성인(20~64세)이 59.2%, 노인(64세 이상)이 22%를 차지한다.
2000년 기준으로 시정촌에 미혼이거나 독신인 4,678명이다. 기혼자는 5,862명, 미망인는 840명, 이혼한 사람은 647명이었다.
2010년 기준 1인 가구는 1,924가구, 5인 이상 가구는 275가구이다.  2000년 상시 임대아파트는 총 5,109채(전체의 83.7%)였으며, 비수기 아파트는 795채(13.0%), 공실은 200채(3.3%)였다. 2010년 기준 신규주택 건설률은 인구 1000명당 2세대이다. 2012년 시정촌 공실률은 0.51%였다. 2011년에 단독 주택은 시정촌 전체 주택의 52.3%를 차지했다.
역사적 인구는 다음 차트에 나와 있다.

### 종교

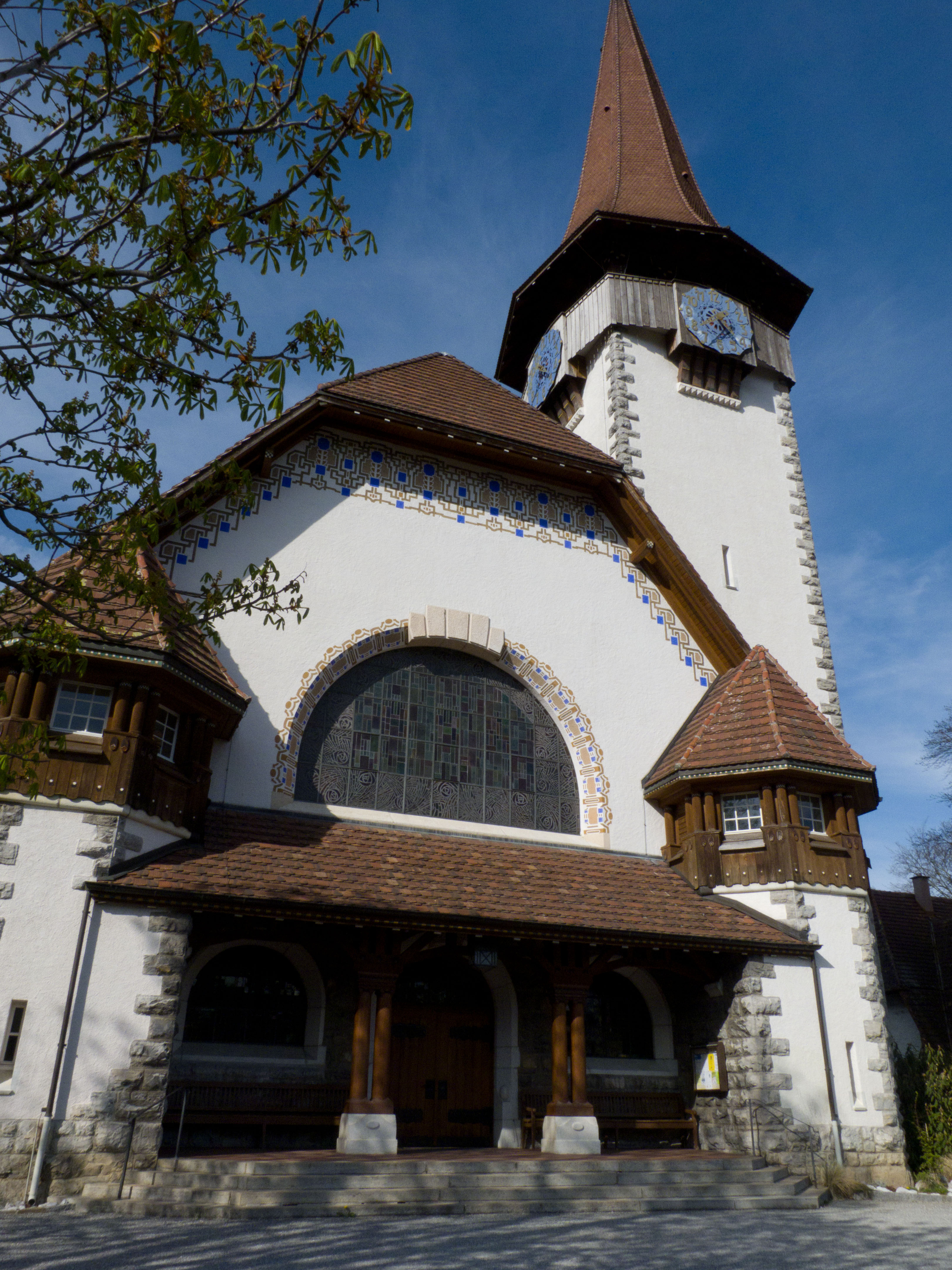
슈피츠의 개혁 교회

2000년 인구 조사에서 8,504명(70.7%)이 스위스 개혁 교회에 속했고 1,516명(12.6%)이 로마 가톨릭 신자였다. 나머지 인구 중 정교회 교인은 150명(인구의 약 1.25%), 천주교 교인은 14명(인구의 약 0.12%)이 있었다. 다른 기독교 교회에 속한 개인은 518명(또는 인구의 약 4.31%)이 있었다. 유대인은 3명(인구의 약 0.02%)이었고 무슬림은 203명(인구의 약 1.69%)이었다. 불교는 14명, 힌두교는 63명이었다. 그외 다른 교회 종파에 속한 7인이 있었다. 694명(인구의 약 5.77%)이 교회에 속하지 않았고, 불가지론자 또는 무신론자였으며 341명(인구의 약 2.84%)이 질문에 대답하지 않았다.

## 경제
2011년 현재 슈피츠의 실업률은 1.37%이다. 2008년 기준으로 시정촌에 고용된 사람은 총 4,649명이다. 이 중 1차 경제 부문에 155명이 고용되었고 이 부문에 약 48개 기업이 참여했다. 1,220명이 2차 부문에 고용되었고 이 부문에 95개의 기업이 있었다. 3,274명이 3차 부문에 고용되었으며 이 부문에는 399개의 기업이 있다. 시정촌 주민은 5,928명으로 일정 정도 고용되었으며 그중 여성이 전체 노동력의 43.3%를 차지하였다.
2008년에는 총 3,768명의 정규직 직원이 있었다. 일자리. 1차 부문의 일자리 수는 92개였으며 그중 87개는 농업, 3개는 임업 또는 목재 생산, 2개는 어업 또는 어업이었다. 2차 부문의 일자리 수는 1,148개였으며 그중 제조업이 657개(57.2%), 광업이 3개(0.3%), 건설이 357개(31.1%)였다. 3차 부문의 일자리는 2,528개였다. 3차 부문에서; 411개(16.3%)는 도소매 또는 자동차 수리업, 283개(11.2%) 상품 이동 및 보관, 376개(14.9%) 호텔 또는 레스토랑, 32개(1.3%) 정보 산업), 85개(3.4%)는 보험 또는 금융 산업, 196개(7.8%)는 기술 전문가 또는 과학자, 163개(6.4%)는 교육, 487개(19.3%)는 의료 분야였다.
2000년 기준 자치단체로 통근하는 근로자는 2,387명, 출퇴근자는 3,399명이었다. 지자체는 근로자의 순수출 지자체이며, 1명이 전입할 때, 약 1.4명의 근로자가 지자체를 전출하고 있다. 총 2,529명의 근로자(시 전체 근로자 4,916명 중 51.4%)가 슈피츠에 거주하며 근무했다. 근로 인구의 23%가 출퇴근을 위해 대중교통을 이용했고, 47.2%가 자가용을 이용했다.
2011년에 슈피츠의 150,000CHF를 버는 기혼 거주자의 평균 지방 및 주 세율은 12.4%이고, 미혼 거주자의 세율은 18.3%였다. 비교를 위해 같은 해 전체 주의 평균 비율은 14.2%와 22.0%이고, 전국 평균은 각각 12.3%와 21.1%였다. 2009년에 지자체에 총 5,701명의 납세자가 있었다. 그중 1,986명이 연간 75,000CHF 이상을 벌었다. 연간 15,000에서 20,000 사이의 수입을 올린 사람은 39명이었다. 슈피츠에 있는 75,000 CHF 이상 그룹의 평균 수입은 114,437 CHF이고, 스위스 전체의 평균은 130,478 CHF였다.
2011년에는 전체 인구의 4.0%가 정부로부터 직접적인 재정 지원을 받았다.

## 교육
슈피츠에서는 인구의 약 58.7%가 비필수 고등교육을 이수했으며, 19.2%가 추가 고등교육( 대학 또는 응용학문대학)을 이수했다. 인구 조사에 나와 있는 어떤 형태의 고등교육을 이수한 1,474명 중 70.9%가 스위스 남성, 21.3%가 스위스 여성, 5.4%가 비스위스계 남성, 2.4%가 비스위스계 여성이었다.
베른 학교 시스템은 1년의 의무 없는 유치원과 6년의 초등학교를 제공한다. 이후 3년 동안 의무적으로 중학교에 입학하여 능력과 적성에 따라 학생을 구분한다. 중학교 이후에 학생들은 추가 교육을 받거나 견습 과정에 들어갈 수 있다.
2011-12 학년도 동안 총 1,286명의 학생이 슈피츠의 수업에 참석했다. 시정촌에는 총 182명의 학생이 있는 9개의 유치원 수업이 있었다. 유치원생 중 8.2%는 스위스의 영주권 또는 임시 거주자(시민권 아님)였으며 12.6%는 교실 언어와 다른 모국어를 사용한다. 지자체에는 35개의 초등 학급과 630명의 학생이 있었다. 초등학생 중 9.4%는 스위스의 영주권 또는 임시 거주자(시민권 아님)였으며 13.7%는 교실 언어와 다른 모국어를 사용한다. 같은 해에 총 444명의 학생이 있는 22개의 중학교가 있었다. 9.0%가 스위스의 영주권자 또는 임시 거주자(시민이 아님)였으며 13.3%는 교실 언어와 다른 모국어를 사용했다.
2000년 기준으로, 시정촌의 모든 학교에 다니는 학생은 총 1,779명이다. 이 중 1,291명은 시에서 거주하고 학교에 다녔고, 488명은 다른 시에서 왔다. 같은 해에 229명의 주민들이 시외 학교에 다녔다.
슈피츠는 (2008년 현재) 20,276권의 책 또는 기타 매체를 보유하고 있으며, 같은 해에 135,277개 항목을 대출한 지역 도서관의 본거지이다. 그해에는 주당 평균 30시간씩 총 304일을 열었다.

## 관광
마을의 중세 성은 15세기와 16세기에 지어졌다. 방문객들은 1614년에 지어진 바로크 양식의 연회장을 포함하여 성 안의 대강당을 방문할 수 있다.
슈피츠에 있는 호텔 벨베데르는 1954년 스위스에서 열린 FIFA 월드컵 기간 동안 독일 축구 대표팀을 수용했다.

### 국가 중요 문화재
선사 시대와 중세 정착촌 유적이 있는 뷔르그 고고학 유적지, 스위스 개혁 성 교회, 슈피츠성과 바인바우에른호프는 국가적으로 중요한 스위스 문화유산으로 등재되어 있다.

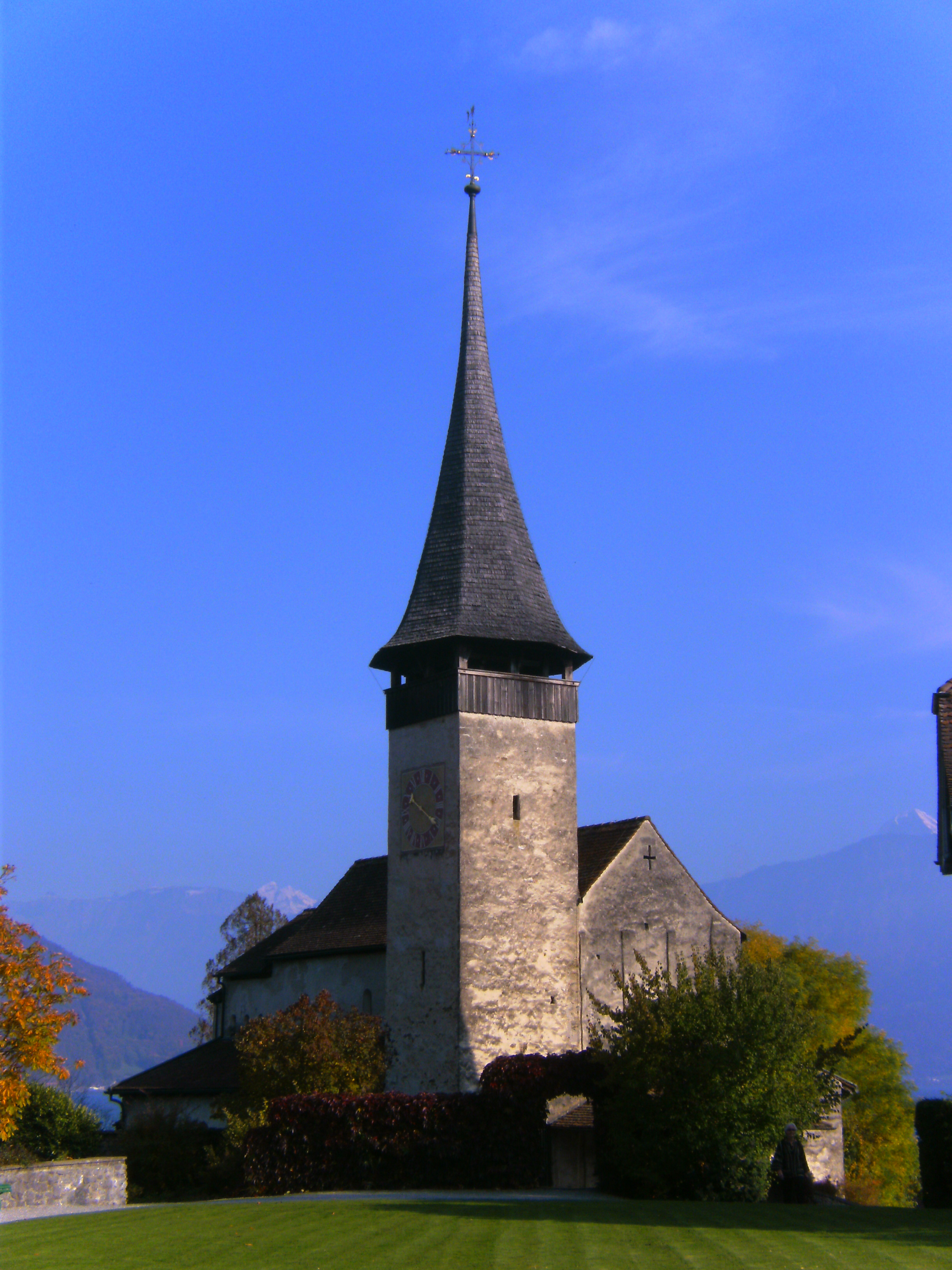
스위스 개혁 성 교회
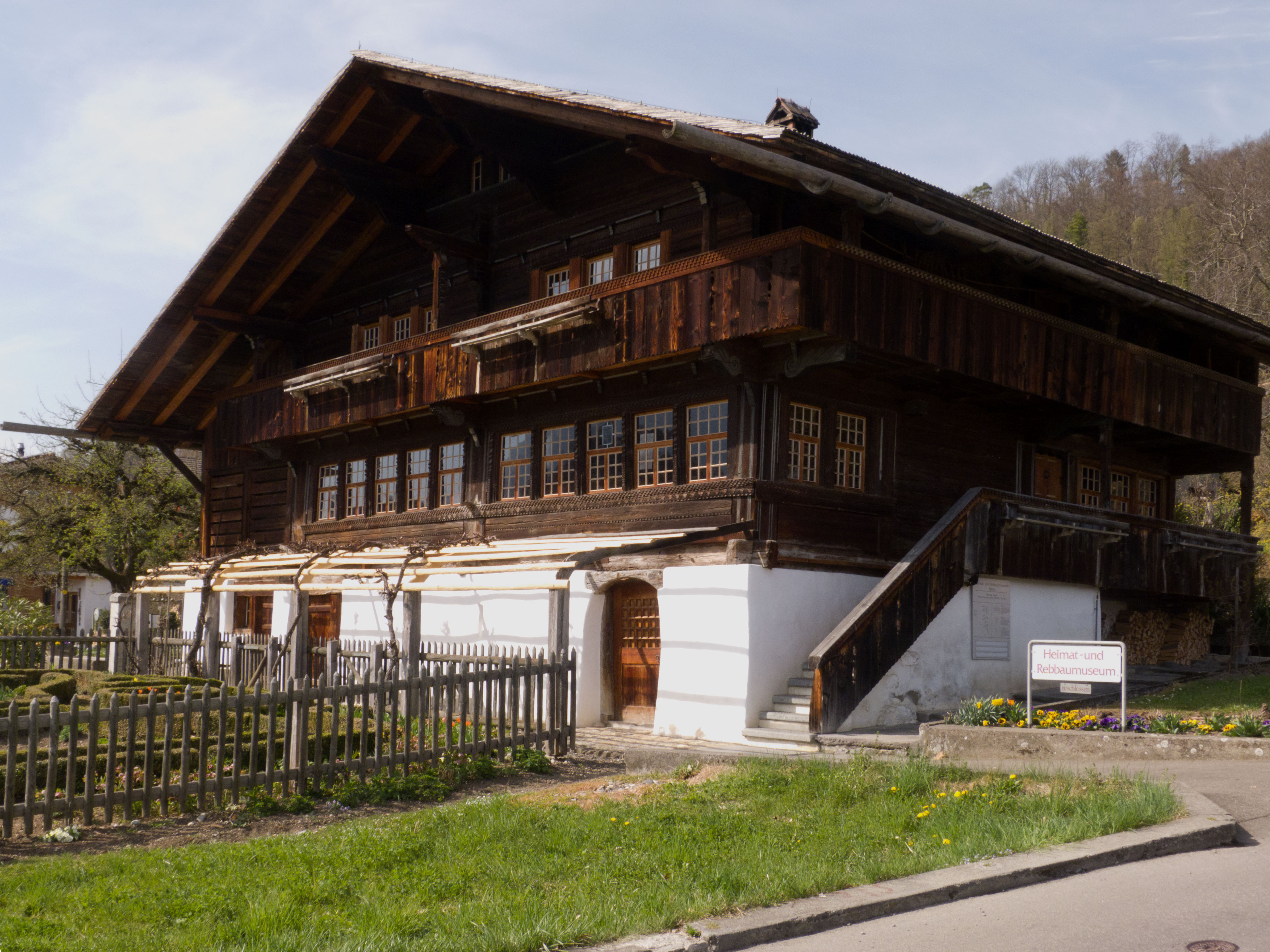
바인바우에른호프
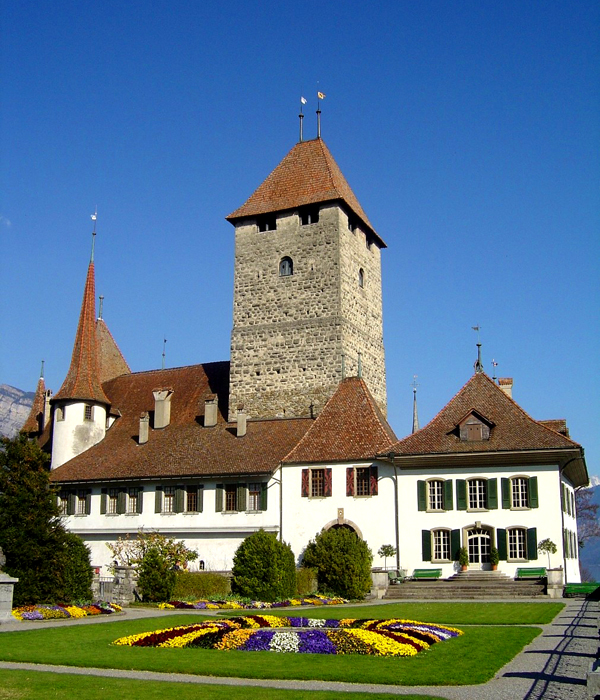
슈피츠 성. 중앙의 탑 일부는 933년경에 지어졌다.
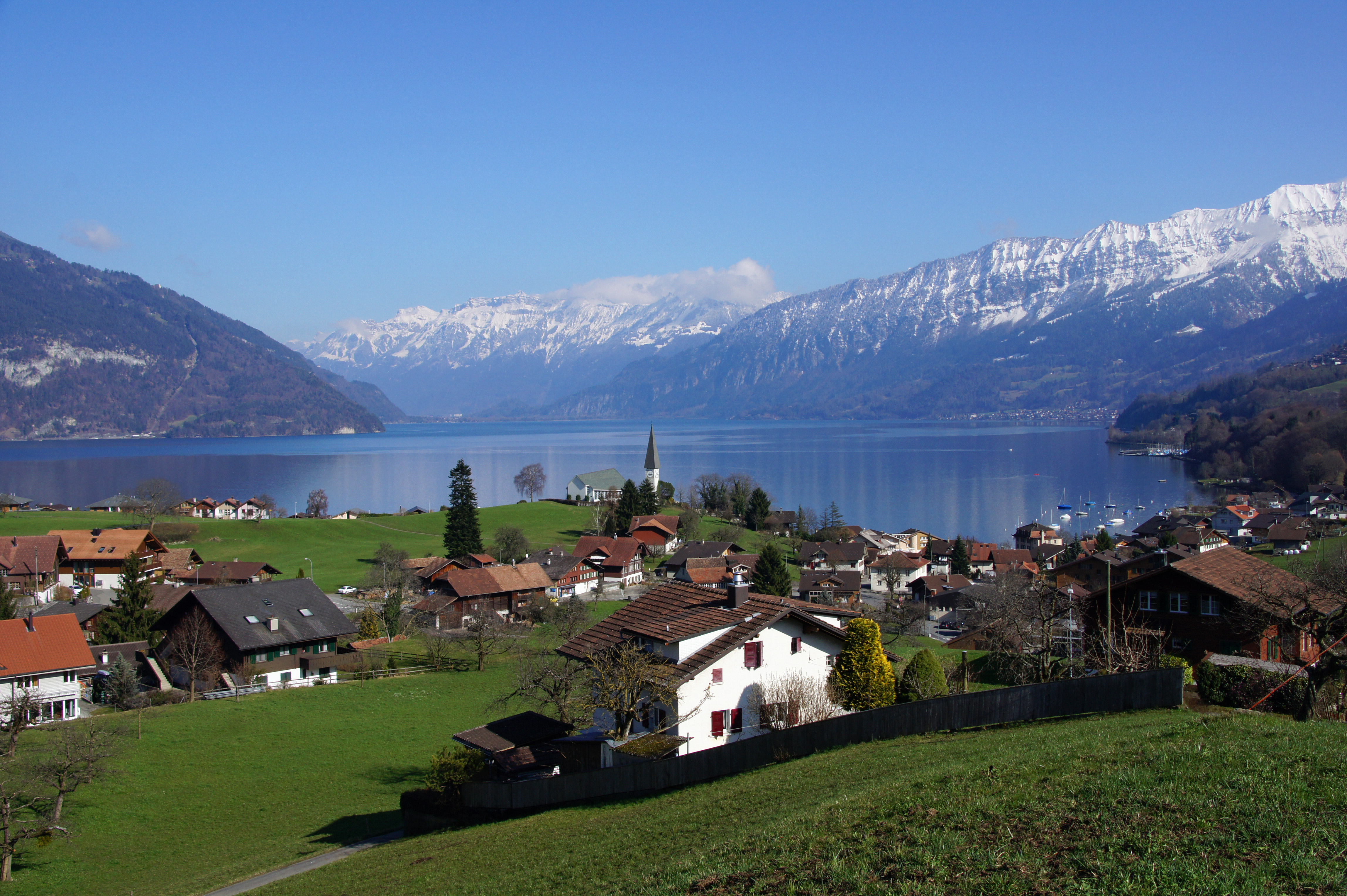
파울렌제 마을
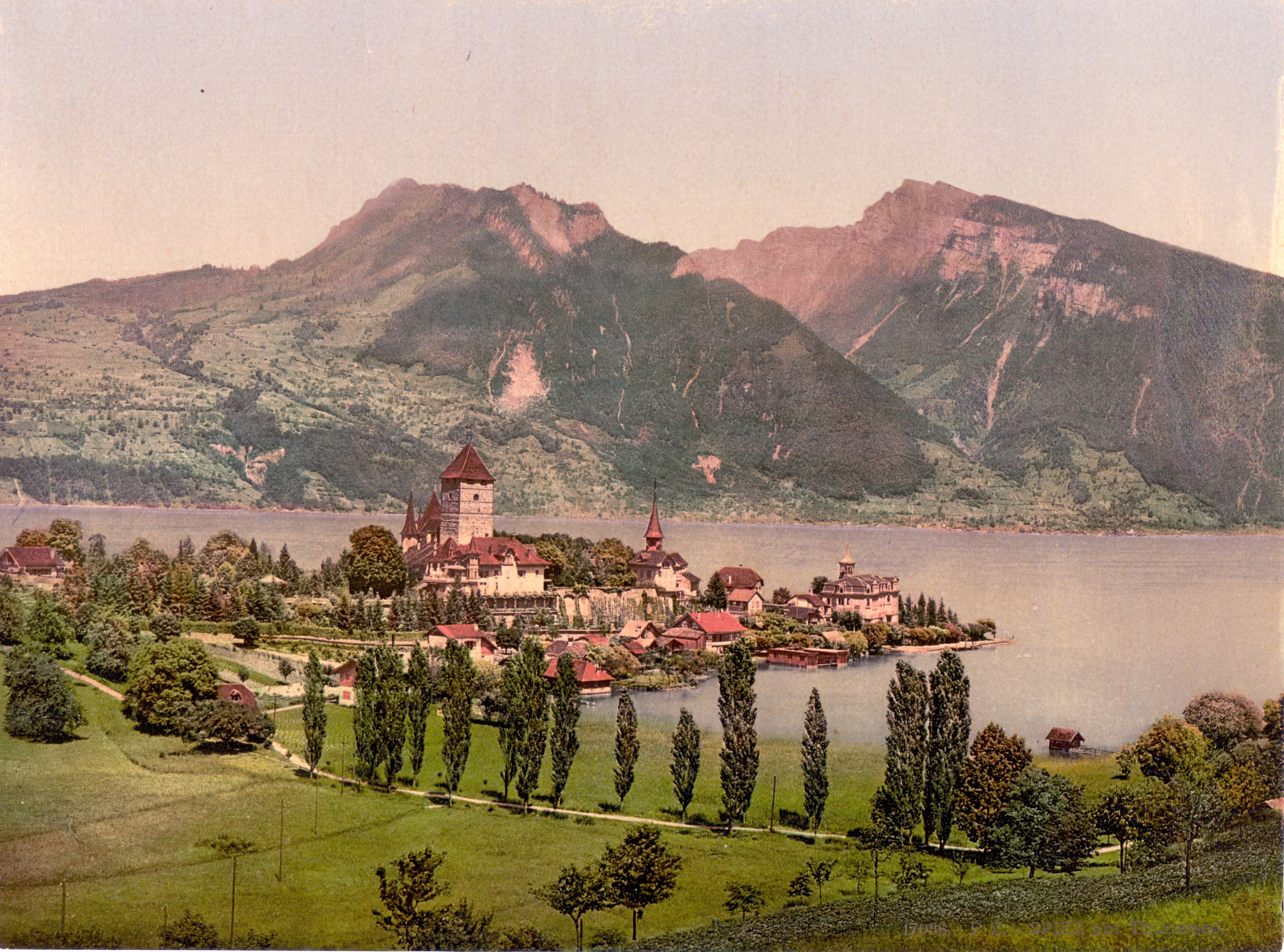
슈피츠 항과 툰호 (1900년경)

## 교통

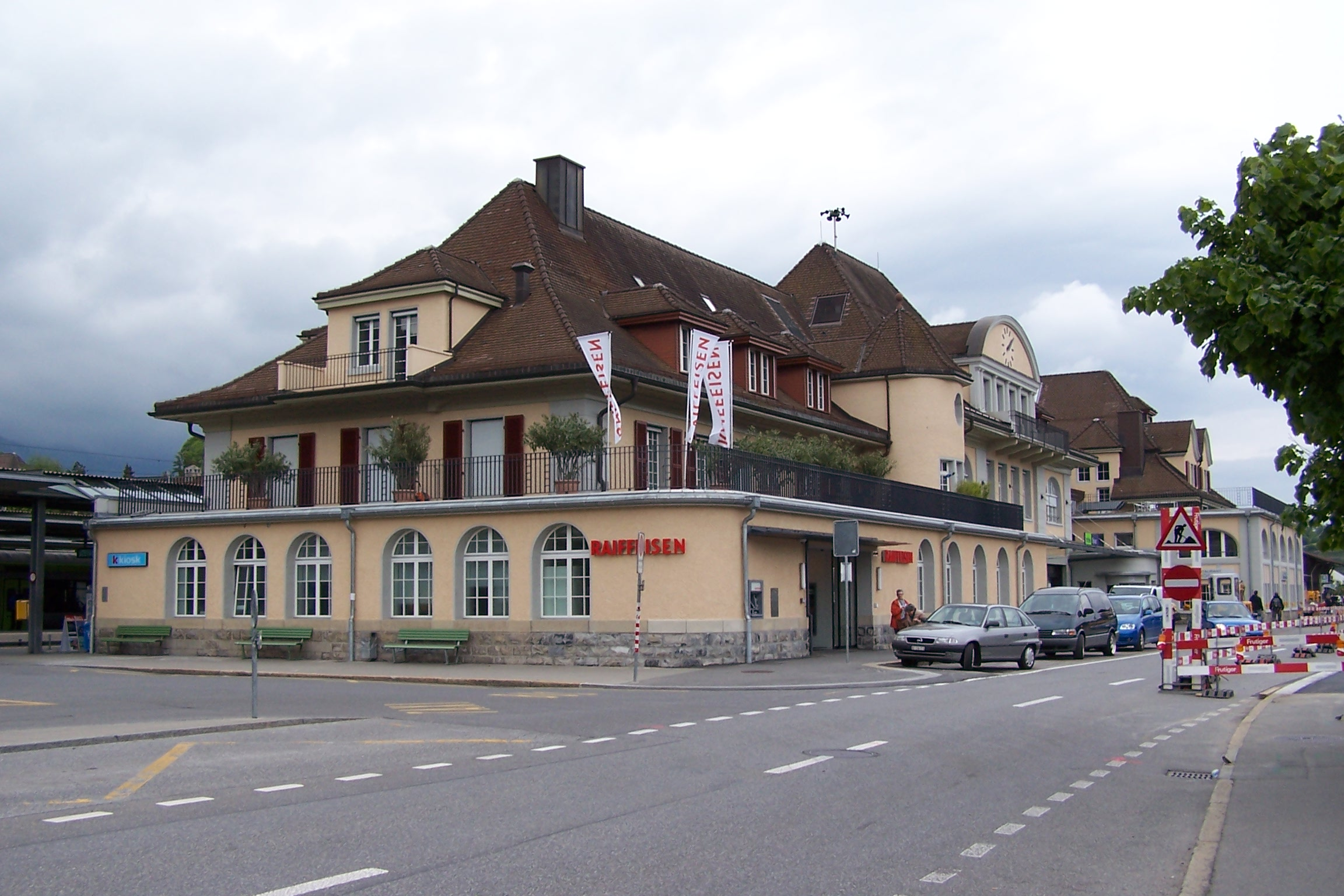
슈피츠역

슈피츠의 지자체는 슈피츠역과 라티겐 바이 슈피츠의 외곽 역으로 연결된다. 슈피츠는 알프스를 통과하는 스위스의 두 주요 남북 철도 축 중 하나인 심플론선의 주요 교차점이다. 독일, 바젤 및 베른에서 출발하는 이 노선은 두 개의 주요 알프스 횡단 터널, 즉 뢰치베르크 베이스 터널 (2007년부터 35km)을 거쳐 발레주의 브리크까지 단 35분 만에 완전히 다른 기후를 나타낸다. 그런 다음 심플론 터널 (1906년 20km)을 통해 이탈리아에 도달한다. 마침내 북부 이탈리아의 주요 교차점인 밀라노에 도착한다. 1913년 이후 기존 노선과 500m 높이에 위치한 뢰치베르크 터널 (15km)이 여전히 운영 중이며, 관광 명소이다. 베른과 브리크 사이의 부분은 BLS AG (뢰치베르크 철도 라인)에서 운영하지만 스위스 연방 철도에서도 집중적으로 서비스를 제공한다. 베른과 인터라켄 사이의 노선 (툰호선)은 BLS, SBB, ICE 및 TGV에서 운행된다. BLS의 슈피츠-에를렌바흐-츠바이지멘 철도 노선은 제네바 호수의 루체른과 몽트뢰 사이의 골든 패스 익스프레스의 일부이다.